# Centrum Stosunków Międzynarodowych
Centrum Stosunków Międzynarodowych – polski niezależny, pozarządowy ośrodek zajmujący się polską polityką zagraniczną i najważniejszymi dla Polski problemami polityki międzynarodowej.
Instytucja została założona w 1996 r. przez ambasadora Janusza Reitera, który pełni obecnie funkcję Przewodniczącego Rady Fundacji Centrum Stosunków Międzynarodowych. Od maja 2013 r. Prezesem CSM jest dr Małgorzata Bonikowska – europeistka, w latach 2001–2008 ekspertka Komisji Europejskiej i szefowa Programu Informacji i Komunikacji KE w Polsce, a potem w Bułgarii. Podstawowym zadaniem Centrum jest doradztwo polityczne, stałe monitorowanie działań rządu w polityce zagranicznej oraz opisywanie aktualnej sytuacji międzynarodowej Polski.
W tym celu CSM przygotowuje raporty i analizy, organizuje konferencje i seminaria, publikuje artykuły i książki, prowadzi międzynarodowe projekty badawcze i grupy robocze. W ciągu blisko 20-letniej działalności Centrum Stosunków Międzynarodowych udało się stworzyć grono stałych współpracowników oraz zbudować forum dyskusji o polityce zagranicznej dla polityków, parlamentarzystów, urzędników państwowych i lokalnych, dziennikarzy, naukowców, studentów i przedstawicieli innych organizacji pozarządowych.
W 2015 r. CSM zrealizował m.in. projekt „Polska i czeska polityka bezpieczeństwa: (ro)zbieżności” (we współpracy z Instytutem Stosunków Międzynarodowych w Pradze), którego efektem było przygotowanie raportu z rekomendacjami dla resortów spraw zagranicznych Polski i Czech. W 2014 r. w ramach projektu „Where are we now?” Centrum przeprowadziło badanie wśród Polaków w Wielkiej Brytanii w celu zdobycia wiedzy na temat ich poczucia przynależności do ojczyzny. Wnioski zostały opublikowane w raporcie adresowanym do Ministerstwa Spraw Zagranicznych RP. CSM uczestniczy również w projektach dotyczących m.in. migracji (TRANSFAM realizowany we współpracy z Uniwersytetem Jagiellońskim w Krakowie, Agder Research i Nova) oraz energetyki (Polsko-Niemieckie Forum Energetyczne). Centrum prowadzi także stałą działalność wydawniczą. Od 2009 r. ukazuje się periodyk elektroniczny „Biuletyn Niemiecki” (inicjatywa CSM i Fundacji Współpracy Polsko-Niemieckiej), na łamach którego publikowane są co miesiąc analizy dotyczące bieżącej sytuacji politycznej, gospodarczej, społecznej i kulturowej w Niemczech. Ponadto CSM realizuje projekty wydawnicze przeznaczone dla instytucji publicznych (np. „Vademecum – Państwa Afryki”, powstałe w 2015 r. we współpracy z Ministerstwem Gospodarki RP).
Od 2009 r. CSM jest uznawany za jeden z najlepszych think tanków Europy Środkowo-Wschodniej w badaniu The Leading Public Policy Research Organizations In The World przeprowadzanym przez Uniwersytet Pensylwanii.

## Programy
Program Energetyczny
- Polityka energetyczna Polski
- Polsko-Niemieckie Forum Energetyczne
- Polityka energetyczno-klimatyczna UE
- Zarządzanie zasobami energii i gazu na świecie
- Bezpieczeństwo energetyczne

Program Europejski
- Integracja Europy, zmiany instytucjonalne i unia bankowa
- Relacje Polski z innymi członkami UE, partnerstwo polsko-niemieckie
- Polityka rozszerzenia UE, relacje z Turcją
- Polityka sąsiedztwa UE, Partnerstwo Wschodnie
- Wykorzystanie polskich doświadczeń transformacyjnych i modernizacyjnych w innych krajach
- Bezpieczeństwo Europy i relacje z NATO

Polityka Światowa
- sytuacja międzynarodowa w dobie globalizacji
- organizacje międzynarodowe i networking państw
- globalne zarządzanie
- przywództwo w polityce zagranicznej
- zarządzanie ryzykiem politycznym inwestycji zagranicznych
- relacje transatlantyckie

Program Migracje
- Polska polityka migracyjna
- Polityka migracyjna UE i mobilność
- trendy w światowych migracjach